# Hans-Valentin Hube
Hans-Valentin Hube (29. října 1890, Naumburg – 21. dubna 1944, Thundorf) byl generálplukovníkem německého Wehrmachtu. Jednoruký Hube dostal od vojáků přezdívku der Mensch (člověk).

## Kariéra
K pěšímu pluku císařské německé armády vstoupil v roce 1909. V první světové válce, kde ztratil levou ruku v roce 1914, sloužil jako nižší důstojník pěchoty a jako pobočník. Po válce zůstal v Reichswehru, jako profesor na pěchotní vojenské škole v Drážďanech. Později ve 30. letech sloužil ve vyšších štábech a jako velitel praporu.
Na konci polské kampaně v říjnu 1939, byl jmenován velitelem pěšího pluku a již v červnu 1940 velel 16. pěší divizi. 16. pěší divize byla téhož roku na podzim přeorganizována na 16. tankovou divizi. Od prosince je též pověřený velením německých tankových instruktoru u rumunské armády, tento post zastává až do září 1942, což mu ale nebrání se účastnit bojů na východní frontě v čele své divize. Účastní se operace Barbarossa i operace Blau, kde se účastnila bojů pod 6. armádou.
V 18:35 hodin 23. srpna 1942 dosáhl 79. pluk pancéřových granátníků, který byl součástí jeho 16. tankové divize, jako první německá jednotka břehu Volhy u Stalingradu (horní části toku dosáhli Němci již předcházejícího roku), zatímco ostatní části divize obsazovaly severní předměstí Stalingradu Spartakovku. A ještě tu noc dostává od Adolfa Hitlera radiogram: "16. tankové divizi. Udržet dosažené pozice za všech okolností. Adolf Hitler"
Hned následující den sovětská vojska na rozkaz generála Jeremenka zahájila útok proti jeho divizi a dalším právě dorazivším jednotkám německého tankového sboru. Podařilo se jim sbor odříznout od zbytku 6. armády. Velitel 6. armády Friedrich Paulus byl nucen obklíčené jednotky zásobovat vzduchem, což se ale moc nedařilo. Na poradě s důstojníky své divize, přes přímý Hitlerův rozkaz, nařídil ústup od Volhy na západ, aby se spojil se 6. armádou, než ale porada skončila přišlo hlášení, že se již 6. armádě podařilo prorazit koridor k obklíčeným jednotkám a tak byly rozkazy odvolány.

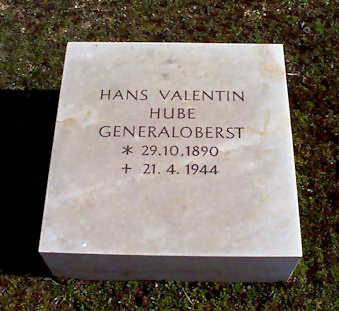
Náhrobek na Invalidenfriedhof v Berlíně

Za dosažení Volhy a udržení pozic, byl v září 1942 jmenován velitelem XIV. tankového sboru, pod který do té doby spadala jeho 16. tanková divize. Během bitvy u Stalingradu prosazoval ústup 6. armády ze Stalingradu, generálplukovník Paulus jej proto v lednu 1943 poslal do Berlína, aby vylíčil Hitlerovi situaci ve Stalingradu. Tak jako mnoho jiných generálů předtím i potom, zcela radikálně změní po návštěvě u Hitlera své stanovisko. Při následné poradě generálů 6. armády u Pauluse ohledně přijetí nabízené kapitulace 10. ledna, to byl on, kdo zastával názor další obrany Stalingradu: "Naše situace je vážná, ale nikoli beznadějná. Vůdce připravuje nový vyprošťovací úder, mnohem silnější než byl Hothův..."
Byl jedním z mála vysokých důstojníků, kteří byli ze Stalingradu evakuováni. Na jaře 1943 vytvářel nový XIV. tankový sbor v Itálii, se kterým se v létě zúčastnil bojů na Sicílii.
V říjnu téhož roku vystřídal generálplukovníka Mackensena jako velitel 1. tankové armády, která spadala pod skupinu armád Jih polního maršála Mansteina. Účastnil se ústupových bojů na Dněpru a západní Ukrajině, kde stál v čele vyprošťovací operace obklíčených německých vojsk u Čerkas. Když se vracel z porady u Hitlera v Obersalzbergu zpátky ke své armádě na východní frontě, jeho letadlo krátce po startu ze Salcburku havarovalo a on sám byl na místě mrtev.

## Povýšení & Vyznamenání

### Data povýšení
- Fähnrich - 18. říjen 1909
- Poručík - 11. srpen 1910
- Nadporučík - 25. únor 1915
- Kapitán - 27. leden 1918
- Major - 1. únor ?
- Podplukovník - 1. červen 1934
- Plukovník - 1. srpen 1936
- Generálmajor - 1. červen 1940
- Generálporučík - 8. duben 1942
- Generál tankových jednotek - 1. říjen 1942
- Generálplukovník - 1. duben 1944

### Vyznamenání
- Rytířský kříž (405. držitel) - 1. srpen, 1941
- Dubové ratolesti k rytířskému kříži (62. držitel) - 16. leden, 1942
- Meče k rytířskému kříži (22. držitel) - 21. prosinec, 1942
- Brilianty k rytířskému kříži (13. držitel) - 20. duben, 1944
- Královský hohenzollernský domácí řád, s meči - 1917
- Železný kříž I. třídy - 1916
- Železný kříž II. třídy - 1915
- Spona k železnému kříži II. třídy - 24. květen, 1940
- Spona k železnému kříži I. třídy - 3. června, 1940
- Odznak za zranění ve stříbře - (první světová válka)
- Medaile za východní frontu - 1942
- Kříž cti
- Anhaltský Friedrichův kříž (první světová válka)
- Velitelský kříž italského vojenského řádu ze Savoj - 6. září, 1943
- Tankový bojový odznak ve stříbře
- |  |  |  Služební vyznamenání wehrmachtu od IV. do I. třídy
- Zmíněn ve Wehrmachtbericht: 17. srpen, 1943; 31. leden, 1944; 9. duben, 1944